# Panglungan
Panglungan is een bestuurslaag in het regentschap Jombang van de provincie Oost-Java, Indonesië. Panglungan telt 3058 inwoners (volkstelling 2010).